# تي دي آي (محرك)
تي دي آي اختصارًا TDI (الحقن المباشر بشاحن توربيني) (بالألمانية: Turbocharged Direct Injection oder Turbocharged Diesel Injection) هو اسم محرك من إنتاج مجموعة فولكس فاجن لمجموعة الديزل التوربينية ذات الحقن المباشر للسكك المشتركة، والتي تحتوي على مبرد داخلي بالإضافة إلى الضاغط التوربيني.  
تُستخدم محركات تي دي آي عادة في السيارات التي تبيعها العلامات التجارية أودي وفولكس فاجن وسيات وسكودا، بالإضافة إلى محركات القوارب التي تباع في Volkswagen Marine    والمحركات الصناعية التي تبيعها شركة Volkswagen Industrial Motor.  
أنتِجَ أول محرك تي دي آي عام 1989، وهو محرك خماسي الأسطوانات، لسيارة أودي 100 تي دي آي. في عام 1999، أُدخِلَ نظام حقن الوقود بالسكك الحديدية المشتركة في محرك V8 المستخدم في سيارة أودي A8 3.3 TDI Quattro. من عام 2006 حتى عام 2014، تنافست أودي بنجاح في فئة LMP1 لسباقات السيارات باستخدام سيارات السباق التي تعمل بمحرك تي دي آي.
محركات تي دي آي التي رُكِّبَ في طراز عام 2009 إلى عام 2015، كانت سيارات مجموعة فولكس فاجن المباعة حتى 18 سبتمبر 2015 تحتوي على جهاز لهزيمة الانبعاثات،   والذي قام بتنشيط التحكم في الانبعاثات فقط أثناء اختبار الانبعاثات. أُلغِيَّت ضوابط الانبعاثات بخلاف ذلك، مما سمح لمحركات تي دي آي تجاوز الحدود القانونية للانبعاثات.  واعترفت شركة فولكس فاجن باستخدام جِهَازٍ غير القانوني في سيارات الديزل تي دي آي. 